# 椴叶山麻杆
椴叶山麻杆（学名：Alchornea tiliifolia）为大戟科山麻杆属下的一个种。